# 中華瘋鱨
中華瘋鱨，為輻鰭魚綱鯰形目鱨科的其中一種溫帶淡水魚類，俗名黄松、城鱼、骨鱼、骨仔。其种加词“sinensis”意为“中华的”。分布於亞洲阿穆爾河、朝鮮半島及黃河下游流域，属于暖水性近海底层鱼类.棲息在河口、河川下游淡水及半鹹水底層水域、水流缓慢的泥质水域。體長可達36.1公分。生活習性不明。
其种加词“sinensis”意为“中华的”。该物种的模式产地在中国。